# Wolfenstein: Enemy Territory
Wolfenstein: Enemy Territory (ET) è un videogioco per PC freeware del tipo sparatutto in prima persona (FPS), fortemente tattico e cooperativo, nato come espansione del gioco Return to Castle Wolfenstein, creato da Splash Damage.
Originariamente era stato sviluppato per essere pubblicato sul mercato commerciale come espansione del popolare FPS Return to Castle Wolfenstein. Comunque, a causa dei problemi riscontrati nella versione per giocatore singolo, la versione multiplayer fu pubblicata il 29 maggio 2003 come gioco freeware, scaricabile dal sito internet della casa distributrice Activision. Nei primi mesi del 2004 il codice sorgente per la logica di gioco (game logic) (non il motore di gioco, game engine) è stato pubblicato a beneficio della comunità di appassionati di modding. Il 13 agosto 2010, id Software ha reso disponibile il codice sorgente completo del gioco con licenza GPL.
Il 26 Aprile 2022 il gioco è stato reso disponibile su Steam e il 20 Ottobre su Gog.com.

## Modalità di gioco
Il gioco avviene esclusivamente in modalità multiplayer online. Per questo sono disponibili su internet numerosi server, di cui un gran numero sono pubblici e quindi accessibili in modo gratuito, mentre altri sono privati e richiedono una password per l'accesso. Attraverso l'interfaccia del client del gioco si accede ai menu necessari a definire un "nome" con cui il giocatore verrà identificato e diverse opzioni di gioco.
Dal menu "play online" si possono rintracciare e visualizzare i server di gioco attivi, il numero di giocatori presenti su ciascun server (rispetto al numero massimo consentito, generalmente 12-18-24 giocatori per parte, 24-36-48 in tutto), il ping con ciascuno dei server (è opportuno scegliere server con ping minore di 100 ms per avere una adeguata fluidità di gioco, evitando il fenomeno del lag), il tipo di mappa o campagna in corso, le diverse modalità previste dal server in tema di attivazione o meno del fuoco amico (FF), dell'anti-cheat (attraverso il sistema detto Punkbuster), uso o meno di Armi Pesanti, presenza o meno della funzione del server di bilanciamento dei team in termini di livello di esperienza (XP) dei giocatori attivi.
Selezionando il server prescelto, si accede al gioco in corso. Se il giocatore ha attivato la relativa opzione sul client, verranno scaricate automaticamente le mappe ed i file eventualmente mancanti necessari per giocare su quel server.
Il giocatore viene quindi contrassegnato come Spettatore (Spectator) ed accede al Limbo, che è l'interfaccia in cui si scelgono la squadra (Alleati o Asse) con cui parteggiare, la classe (specialità militare) da usare e le armi da utilizzare. Queste ultime possono essere cambiate a piacimento durante il gioco, mentre la squadra si può cambiare solo al cambio di mappa.
Restando nella modalità Spettatore è possibile percorrere liberamente la mappa di gioco e osservare i combattimenti.
Al Limbo si ritorna inoltre ogni qualvolta il giocatore viene temporaneamente eliminato dal gioco (ucciso in combattimento), in attesa che trascorra il tempo residuo di re-immissione in gioco (respawn), generalmente da pochi secondi a 30 secondi circa. Alcuni server, raramente quelli pubblici, limitano il numero di respawn di cui ciascun giocatore può usufruire.
Ogni giocatore sceglie una "classe" di specialità militare. Le cinque classi previste sono:
- Soldier (Soldato, in grado di usare anche armi pesanti)
- Medic (Medico, cura e riporta in attività i compagni che sono stati feriti o messi fuori gioco
- Field Ops (distribuisce ricariche di munizioni e può richiamare un attacco al suolo di aerei o un fuoco di copertura di artiglieria)
- Engineer (Geniere, genio militare, costruisce, ripara, demolisce ponti, carri, camion; installa e rimuove campi minati)
- Covert Ops (si infiltra nelle linee nemiche indossando le divise degli avversari, agisce come cecchino)

Nel gioco, ambientato nella seconda guerra mondiale, si confrontano i giocatori in due squadre (teams) schierate su due fronti: Alleati e Asse. Le sfide si svolgono in diverse ambientazioni, dette mappe di gioco.
Le mappe di gioco ufficiali sono sei:
- Campagna del Nord Africa: Goldrush, Oasis e Battery
- Campagna dell'Europa Centrale: Railgun, Radar e Fuel Dump

Esistono centinaia di mappe non ufficiali (custom maps) create dalla comunità internet di appassionati del gioco. Grazie alla funzione di auto-download offerta dai server, le mappe necessarie vengono scaricare automaticamente dal server al client del giocatore al momento della connessione. Tra le più famose citiamo Caen, Venice, Stalingrad, Fun Beach, 1944 Beach.
In ciascuna mappa, la squadra in "attacco" deve completare uno specifico obiettivo primario (più specifici obiettivi secondari, non obbligatori per il successo finale, ma spesso determinanti) entro un fissato limite di tempo (il conto alla rovescia in MM: SS si vede scorrere sullo schermo). La squadra in "difesa" deve impedire che la fazione attaccante completi in tempo l'obiettivo principale, oltre ad avere una serie di obiettivi secondari che, se raggiunti, agevolano il compito. Gli obiettivi secondari sono quindi opzionali, ma spesso sono determinanti ad agevolare il raggiungimento dell'obiettivo principale. Inoltre, alcuni obiettivi possono essere completati solo da una delle squadre.
A seconda del server che ospita il gioco, l'azione si svolge su un'unica ambientazione (mappa) con le modalità dette Objective Mode, Stopwatch Mode, Last Man Standing, oppure su una sequenza di mappe, per la modalità detta "Campagna" (Campaign) che simula una campagna militare con più partite (di solito 6 o 10 in tutto) al termine della quale una delle due squadre risulta vincitrice avendo conseguito il punteggio complessivo maggiore.
La situazione più frequente nei server pubblici è la Campagna formata dalle sei mappe ufficiali, nella quale gli Alleati sono in attacco per cinque mappe su sei, con l'esclusione della Railgun, in cui sono le forze dell'Asse a dover attaccare per riuscire nell'obiettivo.
Nella modalità stopwatch (la più comune per i server privati e in LAN), i due team, di solito 6 contro 6 o 3 contro 3 giocatori, giocano la stessa mappa due volte, nelle due modalità, ed il vincitore risulterà il team che ha conseguito l'offensiva più rapida (può essere un pareggio quando entrambi i team in difesa riescono ad impedire al team in attacco di completare l'obiettivo nel tempo stabilito).
I giocatori nel corso della campagna guadagnano complessivamente punti esperienza (eXperience Points, XP) e gradualmente scalano verso l'alto i livelli delle diverse categorie di abilità (skills). Gli XP vengono assegnati dal server al giocatore in funzione di una serie di attività svolte con successo, quali colpire i giocatori avversari sino ad eliminarli (temporaneamente) dal gioco, ovvero completando le attività tipiche di ciascuna classe di appartenenza.
Tutte le classi di specialità militare guadagnano punti di "Senso Tattico" (Battle Sense) e uso di "Armi Leggere" (Light Weapons). Ciascuna guadagna punti (e livelli) di esperienza nella specifica specialità della classe. La classe Soldier guadagna punti nell'uso di "armi pesanti" (Heavy Weapons). La classe Engineer guadagna punti e livelli di skill nell'uso delle costruzioni militari e dei campi minati. La classe Field Ops nell'uso dell'artiglieria e nel rifornimento di munizioni. La classe Medic nella cura e nel ravvivare i compagni messi fuori combattimento, la classe Covert Ops nel rivelare i campi minati nemici, nell'usare il fucile da cecchino, nel sottrarre le divise al nemico potendosi così infiltrare dietro le linee nemiche.
A mano a mano che il giocatore guadagna punti riceve promozioni di grado militare sul campo e diventa più forte nei confronti degli avversari oltre a riuscire a svolgere più rapidamente una serie di attività, come la ricarica delle armi e soprattutto il tempo di ricarica della "barra di potenza" (Power Bar) che indica la possibilità di utilizzare le sue abilità specifiche.
I giocatori hanno, a seconda della classe, varie armi e strumenti a disposizione.
- Slot 1 - coltello
- Slot 2 - arma a mano singola: pistola (Alleati - Colt; Asse - Luger, fucile mitragliatore per i Soldier di alto grado e doppia-pistola per i livelli alti nell'abilità Light Weapons)
- Slot 3 - arma a due mani: la selezione dipende dalla classe (vedi #Armi)
- Slot 4 - granata a mano
- Slot 5 - Medic - siringa; Field Ops - granata fumogena per attacco aereo; Covert Ops - granata fumogena; Engineer - attrezzo
- Slot 6 - Medic - pacco medico; Field Ops - pacco munizioni; Covert Ops - sacca esplosiva/detonatore; Engineer - dinamite
- Slot 7 - Medic - siringa di adrenalina (alto livello); Engineer - mine per campo minato
- Slot 8 - Field Ops - attacco di artiglieria (usando il binocolo); Covert Ops - rilevamento campi minati (usando il binocolo); binocolo per le altre classi a partire dal livello 1 di abilità Battle Sense

## Abilità e classi
I giocatori guadagnano punti esperienza in varie abilità generali e speciali della classe di appartenenza.

### Abilità generali: Senso Tattico (Battle Sense)
Il Senso Tattico (Battle Sense) si guadagna in base al tempo trascorso in combattimento attivo. Ogni trenta secondi di gioco attivo il server assegna punti di esperienza in base alle circostanze in cui il giocatore ha inferto o ricevuto danni, o ucciso nemici.
- Livello 1 - il giocatore viene equipaggiato con un binocolo che può essere usato per individuare a distanza le posizioni dei nemici. I Covert Ops sono dall'inizio dotati di binocolo, con il quale individuare i campi minati nemici (altrimenti invisibili ai loro compagni di squadra). Tutti i Field Ops sono dall'inizio equipaggiati di binocolo che viene usato per richiamare attacchi di artiglieria nelle coordinate traguardate col binocolo. Il livello 1 di Senso Tattico non porta perciò maggiori benefici a queste due classi.
- Livello 2 - I benefici dell'esercizio di una prolungata attività in combattimento abilitano il giocatore ad avere la barra del vigore fisico che può caricarsi sino al 160% del livello normale.
- Livello 3 - In qualità di veterano temprato dalle battaglie, l'esperienza ed efficacia di combattimento incrementa il massimo livello di salute (health) del giocatore di 15 punti.
- Livello 4 - Anche se il giocatore non appartiene alla classe Covert Ops, guadagna l'abilità di "vedere" a occhio nudo i campi minati nemici quando è a breve distanza da essi; però questi campi minati non compariranno nella mappa di comando visibili ai compagni di squadra. Ogni campo minato ad una certa distanza apparirà con il contorno traslucido nel campo visivo del giocatore. In certe mod del gioco, anche i non Covert Ops acquisiscono l'abilità di rivelare i campi minati sulla mappa di comando disponibile a tutti i giocatori dello stesso team, traguardando col binocolo, un'abilità che viceversa è esclusiva dei Covert Ops. In altri casi, invece, una volta sbloccata questa abilità, la si mantiene anche quando si cambia classe.

### Abilità generali: Uso di Armi Leggere (Light Weapons)
L'abilità nell'uso delle Armi Leggere viene acquisita uccidendo i nemici con le seguenti armi leggere: il mitragliatore, il fucile (non usando il mirino, se presente), la pistola, le granate, il coltello.
- Livello 1 - Quando il giocatore rientra in gioco (respawn), la dotazione di munizioni include già un caricatore extra.
- Livello 2 - La sua familiarità con le armi consente al giocatore di ricaricare il 35% più rapidamente.
- Livello 3 - La sua esperienza di combattimento consente al giocatore di maneggiare le armi con maggiore facilità; la dispersione dei colpi dell'arma automatica (SMG sub-machine gun) si riduce del 35% e il rinculo della pistola è dimezzato.
- Livello 4 - Lo slot dell'arma singola ha l'opzione per l'uso della doppia pistola (akimbo).

### Soldier - Abilità di Classe: Uso di Armi Pesanti (Heavy Weapons)
Il Soldier è uno specialista di combattimento pesante. La sua abilità principale è quella di uccidere i nemici, piuttosto che aiutare gli altri membri della squadra, sono l'unica classe che può portare le armi pesanti (heavy weapons); comunque, tutte le altre classi possono guadagnare punti nell'abilità Armi Pesanti usando una torretta di mitragliatrice MG 42 o la mitragliatrice Browning del carro armato. I Soldier entrano in gioco (spawn) con quattro granate a mano e possono maneggiare un fucile mitragliatore se terminano le munizioni dell'arma pesante, es. il Panzerfaust.
- Livello 1 - La barra di potenza richiesta per sparare con l'arma pesante si riduce di 1/3, usando 2/3 per il fuoco.
- Livello 2 - Surriscaldamento delle armi pesanti ridotto del 50%.
- Livello 3 - La velocità di movimento brandendo un'arma pesante viene incrementata.
- Livello 4 - Può dotarsi di un'arma automatica (Thompson per gli Alleati o MP40 per l'Asse) al suo slot dell'arma singola (invece della pistola Colt 45 o Luger).

I Soldier che usano le armi automatiche SMGs Thompson o MP40 come loro arma primaria sono spesso considerati poco utili. Per esempio, un Engineer che usa una SMG può fare tutto ciò che fa un Soldier con la sua SMG, avendo in più la possibilità di raggiungere diversi obiettivi. La sola situazione in cui un giocatore rientrerà in gioco con la SMG è quando egli abbia già esaurito le munizioni per il Panzerfaust o il Mortaio, e pertanto non potrà sparare di nuovo con le armi pesanti per un certo tempo. Infatti la barra di potenza si rigenera anche se il giocatore non sta trasportando armi pesanti e l'arma automatica è ben più utile di un Panzerfaust che non può ancora essere usato.
Nei match ufficiali, la barra di potenza del Soldier impiega 27 secondi per ricaricarsi completamente.

### Field Ops (Abilità di Classe: Munizionamenti e Bombardamenti)
I Field Ops partecipano ai combattimenti ed in più supportano i compagni attraverso i rifornimenti di munizioni (ammo packs) e attraverso la possibilità di richiamare attacchi di artiglieria. I rifornimenti di munizioni avvengono rilasciando sul terreno degli specifici pacchi che possono essere raccolti dagli altri giocatori entro un determinato tempo (decine di secondi) in cui restano attivi.
Gli attacchi di artiglieria vengono provocati con due sistemi: attraverso il lancio di una granata fumogena colorata, oppure utilizzando il binocolo e puntando una zona lontana del terreno. Nel giro di pochi secondi, l'area individuata dal fumogeno o puntata dal binocolo del Field Ops diviene oggetto rispettivamente di un bombardamento aereo (airstrike) o di artiglieria (artillery strike). In tale area si verificano alcune esplosioni, che provocano sia l'eliminazione o il ferimento dei giocatori presenti nelle vicinanze, sia l'esplosione degli eventuali campi minati presenti. Pertanto l'azione dei Field Ops è spesso devastante per le linee nemiche e utilissima per ripulire le aree di passaggio delle truppe precedentemente minate dal nemico.
L'attacco aereo è generalmente usato per ripulire una vasta area, mentre l'artiglieria è usata per rendere impraticabile o pericolosa a lungo un'area più piccola.
Esiste un limite di attacchi contemporanei che possono essere portati da un team (il raggiungimento del limite è segnalato dalla voce fuori campo), come anche la frequenza con cui un giocatore può ripetere gli attacchi è correlata al livello raggiunto nella classe, al crescere del quale cresce la rapidità con cui la barra di potenza si ricarica.
I Field Ops entrano in gioco con una granata. In pratica però essi non hanno limiti alle munizioni che possono utilizzare, potendosi rifornire da sé stessi. Nel rifornire se stessi e i compagni di munizioni consumano una parte della barra di potenza e quindi limitano la frequenza degli attacchi di artiglieria che possono lanciare.
Ai vari livelli di skill, si incrementano le potenzialità dei Field Ops, secondo questi criteri:
- Livello 1 - I pacchi di munizioni che il giocatore rilascia contengono una ricarica aggiuntiva di munizioni (Mega Ammo Packs); la frazione di barra di potenza consumata per ogni pacco si riduce dal 25% al 15%. Il Field Op può trasportare due granate a mano, anche se continua ad uscire con una.
- Livello 2 - Il consumo di barra di potenza richiesto per lanciare un bombardamento aereo o un attacco di artiglieria si riduce del 30%.
- Livello 3 - I bombardamenti aerei sono più potenti e si verifica una seconda serie di esplosioni subito di seguito alla prima serie. Analogamente, gli attacchi di artiglieria durano il doppio di prima.
- Livello 4 - Il Field Op può riconoscere i Covert Ops nemici travestiti (in disguise), ossia che indossano una divisa sottratta a un suo compagno. Quando il cursore punta sul giocatore compare la scritta Disguised Enemy.

### Medic (Abilità di classe: Pronto Soccorso)
Il Medic possiede anzitutto più salute fisica (health) delle altre classi; inoltre la sua barra di resistenza (stamina) si rigenera lentamente in modo automatico quando viene a ridursi per effetto dei colpi ricevuti. Il Medico può anzitutto curare i compagni di squadra attraverso dei pacchi specifici (health packs) che rilascia sul terreno e che possono essere raccolti dagli altri giocatori entro un certo tempo in cui restano attivi (alcune decine di secondi).
La funzione più potente del medico è quella di far rinvenire (revive) i compagni messi fuori combattimento (KO) dai nemici e che altrimenti dovrebbero restare fuori gioco per i secondi mancanti al prossimo arrivo ciclico dei rinforzi e ripartire dalla base della mappa (spawn point). Questa funzione viene operata attraverso un attrezzo specifico del medico, simboleggiato da una siringa. Quando il Medic colpisce con la siringa il compagno caduto, questi entro alcuni secondi si ravviva e rientra in gioco sul posto, con una quantità rigenerata di salute che può essere un 50% o un 100%, a seconda del livello di skill raggiunto dal Medic. Su alcuni servers le siringhe del Medic possono essere usate per iniettare veleno ai nemici.
Siccome il Medic rigenera il livello di salute dei compagni, sarà molto utile e guadagnerà molti punti di esperienza stando appena dietro ai gruppi di combattimento. Inoltre, per questo motivo e per il fatto che la sua salute si rigenera automaticamente, è un'ottima scelta di classe per i principianti (detti in gergo un po' canzonatorio noobs oppure "newbie"). Peraltro, un giocatore esperto che gioca da Medic può essere decisamente letale per il nemico, e in tal caso è definito "rambo medic". Una coppia di Medic di livello alto, aiutandosi a vicenda, possono tenere fortemente posizioni molto difficili e combattere in posizione avanzata nei confronti del nemico.
Il punto debole della classe Medic è la scarsità di munizioni con cui parte all'inizio, solo una carica di munizioni per l'arma automatica (SMG), una pistola di 8 magazzinetti e solo una granata.
La progressione delle caratteristiche con i livelli è la seguente:
- Livello 1 - Inizia con un caricatore aggiuntivo per l'arma automatica e una granata in più.
- Livello 2 - Inizia e può trasportare due siringhe extra. Il consumo della barra di potenza richiesto per ogni pacco medico rilasciato si riduce dal 25% al 15% del totale.
- Livello 3 - L'azione della siringa ravviva il compagno messo fuori combattimento ridandogli la piena carica di salute (health).
- Livello 4 - Può iniettarsi adrenalina. Quando usa l'adrenalina il Medic corre più veloce e riceve metà danni dai colpi nemici. La sua barra di resistenza viene immediatamente riempita e non può diminuire finché l'adrenalina è attiva. L'effetto dell'adrenalina dura 10 secondi. L'Adrenalina è una tattica molto utile, usata per sfondare velocemente le linee nemiche in punti decisivi per il raggiungimento degli obiettivi della squadra.

### Engineer (Abilità di Classe: Genio Militare)
La classe Engineer (Geniere) svolge i ruoli tipici del Genio militare e dei guastatori. È una classe indispensabile per il raggiungimento di tutti gli obiettivi, secondari e primari, della squadra. L'Engineer è in grado di costruire e riparare le postazioni e le torrette delle mitragliatrici (machine gun), come anche di distruggerle attraverso l'innesco di una o più cariche di dinamite. Inoltre ripara i veicoli come il carro armato (tank) e il camion (truck) usati per portare a termine l'obiettivo primario di diverse mappe. Può costruire le postazioni di comando (command post) presenti nella mappa (in tal modo aumenta la velocità con cui i compagni di squadra rientrano in gioco), può costruire o minare i ponti (bridge), può minare alcune porte di ingresso alle postazioni nemiche (ma solo in limitati casi, in genere le porte sono apribili solo dai giocatori di una squadra e non sono minabili), può costruire o minare il generatore e la postazione dei cannoni (fondamentali nella mappa Battery) ed il controllo di fuoco (gun control) fondamentale nella mappa Railgun. Inoltre, può disporre campi minati sul terreno (landmines) e con ciò tendere trappole ed ostacolare fortemente gli avversari nell'attraversamento di zone critiche per il raggiungimento degli obiettivi.
L'Engineer può utilizzare il normale mitragliatore automatico (SMG) oppure un fucile con lanciagranate (rifle grenade launcher) e parte dotato di quattro granate che diventano otto al crescere del suo livello di abilità nella classe. In particolare, gli Engineer Alleati hanno in dotazione il fucile lanciagranate M1 Garand, quelli dell'Asse il Gewehr K43.
Al progredire dei livelli l'Engineer assume le seguenti dotazioni:
- Livello 1 - Parte con quattro granate extra per il lanciagranate.
- Livello 2 - Arma e disarma la dinamite in metà tempo.
- Livello 3 - Il consumo della barra di potenza per costruire, armare, disinnescare, ecc., si riduce di 1/3, richiedendo 2/3 della barra totale.
- Livello 4 - Indossa un giubbotto protettivo (flak jacket) che riduce i danni da esplosivo del 50%.

### Covert Ops (Abilità di Classe: Operazioni di Spionaggio, Sabotaggio, Cecchino)
La classe Covert Ops svolge principalmente operazioni di spionaggio e sabotaggio. Per questo deve agire principalmente di nascosto utilizzando la sua possibilità di sottrarre l'uniforme ad un nemico ucciso e quindi girare camuffato (disguised) per introdursi dietro le linee nemiche. A tale scopo il Covert Op con l'uniforme nemica possiede le chiavi per aprire quelle porte che nella mappa possono essere normalmente azionate solo dalle unità nemiche, consentendo così ai suoi compagni di ogni classe di infiltrarsi e di agire da dietro le linee nemiche per raggiungere determinati obiettivi. Questa è una tattica spesso fondamentale.
Il Covert Op può lanciare granate fumogene che consentono a lui ed ai compagni di attraversare una zona particolarmente presidiata dai nemici rendendo più difficile essere presi di mira.
Per le operazioni di sabotaggio dispone di pacchi con carica esplosiva (satchel charge) aventi innesco a radiocomando (remote-detonated explosive), che può deporre presso postazioni nemiche (command post, ponti, nidi di mitragliatrice, ecc.) e far esplodere a distanza in modo istantaneo.
Il Covert Op è l'unica classe che dispone di armi con mirino e armi silenziate. Le armi con mirino sono due, una è propriamente un fucile da cecchino (sniper) di grande precisione da lontano, automatico ma a colpo singolo; l'altra e un mitragliatore automatico da 20 colpi dotato di mirino. L'arma silenziata è un mitragliatore tipo Sten con silenziatore, che è più limitato dal fatto di surriscaldarsi rapidamente. Pertanto può sparare solo 16 colpi consecutivi, ma in compenso è l'arma più precisa del gioco.
Il Covert Op è fondamentale per rilevare la posizione dei nemici sul terreno, infatti tutti i nemici che vede sono riportati con un marker nella relative posizioni sulla carta topografica (command map) disponibile per i compagni (premendo il tasto apposito). Ciò è particolarmente utile per guidare il fuoco di artiglieria dei Field Ops e quello dei mortai azionati dai Soldier.
Il Covert Op rivela inoltre, guardando col suo binocolo, le posizioni dei campi minati avversari, che risultano così visibili ai compagni sia sul campo che sulla mappa di comando.
L'attacco col pugnale del Covert Op è più potente di tutte le altre classi, perché la pugnalata frontale infligge 20-25 punti di danno, anziché i normali 10 punti delle analoghe azioni inferte dalle altre classi. Chiaramente l'uso del pugnale consente al Covert Op di uccidere senza essere rilevato e di prendere l'uniforme avversaria.
Il Covert Op perde l'uniforme avversaria quando spara al nemico di fronte a lui essendo visto, quindi per evitare ciò deve preferibilmente agire alle spalle. Non la perde quando usa la granata fumogena o la sacca esplosiva. Quando viene visto da lontano dagli avversari, a questi appare il nome del giocatore cui ha sottratto la divisa, mentre visto da vicino non mostra di avere alcun nome e per tale motivo può essere rapidamente scoperto. Viene anche scoperto dall'avversario a cui ha sottratto la divisa, il quale rientrato in gioco vedrà apparire il suo stesso nome attribuito ad un altro giocatore! Verrà scoperto anche per il semplice fatto di dirigersi in direzione opposta rispetto a quella tenuta normalmente dai suoi presunti "compagni" o dal fatto di comportarsi in modo strano e dirigersi verso punti della mappa che corrispondono ad obiettivi sensibili.
Un altro motivo per cui viene scoperto facilmente è per il fatto di utilizzare un'arma avversaria o non appropriata rispetto alla classe del nemico che sta impersonando. Infine, può essere scoperto perché la sua posizione non appare contrassegnata nella command map degli avversari. Tutti i Covert Op possono essere immediatamente scoperti dai Field Op avversari aventi il livello 4 di specialità di classe (signals), i quali vedranno sullo schermo, puntando la figura del giocatore, la scritta DISGUISED ENEMY anziché la classe e il nome del compagno.
In molti servers in cui il fuoco amico è disabilitato, molti giocatori hanno l'abitudine di sparare un colpo anche ai compagni per accertarsi che non si tratti di un Covert Op nemico "in disguise".
Il lavoro del Covert Op è probabilmente il più difficile e quindi è adatto a giocatori esperti, in particolare delle tattiche adatta alla particolare mappa giocata.
Ai vari livelli di abilità, i Covert Ops assumono queste doti:
- Livello 1 - Riceve un caricatore di munizioni in più per il suo fucile da cecchino FG-42, K43, o M1 Garand.
- Livello 2 - Il consumo della barra di potenza per la carica esplosiva e per la granata fumogena si riduce di 1/3, richiedendo i 2/3 del totale. I Covert Ops possono arrivare più vicini al nemico senza perdere la scritta del nome del giocatore che stanno impersonando (quindi sono più difficili da smascherare) e hanno differenti icone nella command map avversaria in funzione della classe dell'uniforme che hanno sottratto al nemico.
- Livello 3 - L'effetto di oscillazione e rinculo dell'arma usata col mirino si riduce del 50%.
- Livello 4 -Uccidono istantaneamente il nemico con una pugnalata da dietro.
- LIvello 5 -Si ottengono granate con gas nervino che danneggiano il nemico nel raggio d-azione del gas che dura quanto una granata fumogena.

## Grado militare e promozioni
Tutti i giocatori iniziano col grado di soldato semplice (private (per gli Alleati) o schutze (per l'Asse)), che corrisponde ad avere inizialmente esperienza XP=0. La maggior parte dei server, azzera l'XP di tutti i giocatori all'inizio di una nuova campagna (una sequenza di mappe, di solito le 6 mappe classiche, ma in alcuni server 10 mappe o più). Alcuni server azzerano l'XP anche se un giocatore si disconnette e si riconnette. Altri sono XP save e mantengono il punteggio e il grado del giocatore per un certo tempo dichiarato, ad esempio 48 ore.
Nelle competizioni e in alcuni server specifici, il grado militare è disattivato, per cui l'esperienza non fornisce alcun vantaggio. Ciò anche per il fatto che, nel progredire della campagna, a causa del crescere di esperienza e grado della maggioranza dei giocatori, il team in attacco incontrerà sempre maggiori difficoltà a completare gli obiettivi.
Quando si hanno situazioni con giocatori con XP e grado molto alto rispetto ad altri, magari perché questi ultimi sono entrati a campagna ampiamente iniziata, la competizione può risultare piuttosto impari, tanto che in molti server avviene il bilanciamento dei team (team shuffle and balance) all'inizio di una nuova mappa, per rendere più equilibrata la competizione.
Nel progredire dei livelli di abilità, sia di base che specifiche delle varie classi, si guadagnano oltre ai punti di XP, anche varie promozioni di grado sul campo.
I gradi militari sono i seguenti:
- Private First Class/Oberschütze: (soldato di prima classe) 1 livello in ogni abilità
- Caporal/Gefreiter: (caporale) 2 livelli nella stessa abilità
- Sergeant/Feldwebel: (sergente) 3 livelli nella stessa abilità
- Lieutenant/Leutnant: (tenente) 4 livelli nella stessa abilità (max)
- Captain/Hauptmann: (capitano) 2 livelli completi (livello 4)
- Major: (maggiore) 3 livelli completi
- Colonel/Oberst: (colonnello) 4 livelli completi (è necessario cambiare la scelta della classe)
- Brigadier General/ Generalmajor: (generale di brigata) 5 livelli completi
- Lieutenant General/ Generalleutnant: (generale di corpo d'armata) 6 livelli completi
- General: 7 livelli completi (tutte le 5 classi disponibili sviluppate a livello 4)

Nella grafica, il giocatore presenta le diverse mostrine militari relative al grado raggiunto sulla divisa e sull'elmetto.

## Armi
Come in tutti gli sparatutto in prima persona, il giocatore può scegliere un certo equipaggiamento di armi, ciascuna delle quali occupa una slot della sua inventory.
Il numero dello slot corrisponde al tasto numerico da usare per richiamare quell'arma:

### Slot 1 - pugnale
Il pugnale può essere usato per attacchi all'arma bianca. È indispensabile per agire quando si è sott'acqua, perché le armi da fuoco ovviamente sono inattive (per esempio nelle mappe Oasis e Venice). Il Covert Op di livello 4 è in grado di uccidere il nemico con una sola coltellata, agendo da dietro, in pratica questa provoca 100HP di danno. In generale il Cover Op provoca il doppio del danno col pugnale, rispetto alle altre classi. In molte mod il pugnale fa più danno quando viene usato da accovacciato (crouching), il che concettualmente rappresenta l'equivalente del colpo letale alla testa (headshot) che manca a quest'arma.

### Slot 2 - arma ad una mano pistola
- Luger - per l'Asse. Dotata di otto colpi per caricatore.
- Colt - per gli Alleati. Dotata di otto colpi per caricatore.

La Luger e la Colt sono praticamente identiche, salvo la forma esteriore e il rumore dei colpi. Nella maggior parte dei server la Luger tende ad avere più rinculo quando si spara a ripetizione. Il Covert Op è dotato di una pistola con silenziatore (sound suppressor) che si può rimuovere, salvo nel caso in cui usa la doppia pistola (akimbo pistols).
Le pistole provocano circa 18 punti di danno per colpo, 50 punti in caso di colpo alla testa (headshot).
Qualunque classe al livello 4 di abilità Armi Leggere può dotarsi della doppia pistola (una pistola per ognuna delle due mani, che sparano in sequenza). il Soldato a livello 4 di Armi Pesanti può dotarsi in questa slot 2 di un mitragliatore (SMG) anziché occupare lo slot 3.

### Slot 3 - arma a due mani
L'arma a due mani cambia a seconda della classe. Quando un giocatore muore. L'arma resta sul terreno e può essere raccolta da un altro giocatore, purché abbia l'abilità di usarla, anche se l'arma non fa parte della sua dotazione standard come classe.

#### Mitragliatrici
Le seguenti mitragliatrici (submachine guns, SMG) sono disponibili per tutte le classi, eccetto i Covert Ops:
- MP40 - arma automatica standard per l'Asse. Trenta colpi per caricatore.
- Thompson - arma automatica standard per gli Alleati. Trenta colpi per caricatore.
- Sten - arma automatica standard dei Covert Ops. Trentadue colpi per caricatore.

L'MP40 e il Thompson sono equivalenti, salvo che per l'aspetto e il rumore dei colpi. Nel gioco Return to Castle Wolfenstein erano invece differenti. Provocano entrambe 18 punti di danno da vicino. Lo Sten è dotato di silenziatore e di fuoco rapido da 16 colpi, dopo di che si surriscalda per un po'. Inoltre lo Sten provoca 14 punti di danno da vicino ed è però l'arma automatica più precisa del gioco.
Tutte le SMG provoca invece 50 punti di danno per il colpo alla testa, mentre l'elmetto assorbe solo 10 punti di danno.

#### Armi pesanti
le armi pesanti disponibili sono:
- Lanciarazzi (Panzerfaust - Rocket launcher)
- Lanciafiamme (Flamethrower)
- Mortaio (Mortar)
- Mitragliatrice pesante MG42

Queste armi possono essere usate solo dalla classe Soldier, inoltre su molti server sono presenti limitazioni sul numero di armi pesanti che possono essere usate in gioco contemporaneamente da ciascun team.
Il giocatore che maneggia un'arma pesante è molto più lento nei movimenti, anche se è sufficiente impugnare un'arma leggera (coltello, pistola/e, arma a due mani) per riavere una capacità di movimento normale.
PanzerfaustÈ un'arma che lancia un razzo di grosso calibro che esplode al contatto con il bersaglio. Normalmente un solo colpo piazzato è in grado di disintegrare il giocatore nemico (in gergo: fraggare), indipendentemente dal livello di salute posseduto. Talvolta, un giocatore abile riesce a schivare il colpo (che si vede arrivare come un proiettile infuocato) se questo è lanciato da distanza sufficiente e quindi impiega qualche decimo di secondo; altre volte un Engineer dotato di giubbotto protettivo (flak jacket) o un Medic che si è iniettato adrenalina, possono sopravvivere al colpo.
Il lanciarazzi è caratterizzato da alto livello di danni ed elevato raggio d'azione. In particolare è devastante se colpisce in un luogo confinato, quale ad esempio un tunnel o una stanza di un edificio, in quanto l'esplosione, anche se avviene sulle pareti e non sull'uomo, coinvolge molti dei giocatori presenti. Usato in tal modo il lanciarazzi può eliminare d'un colpo più di un nemico. Viceversa, presenta un tempo di ricarica della barra di potenza piuttosto lungo.
Il Soldier dispone all'inizio di 4 colpi singoli, ciascuno richiede un lungo tempo di ricarica e consuma l'intera barra di potenza. Il giocatore si ritrova così piuttosto indifeso a lungo disponendo solo dell'arma a una mano, di solito la pistola. Inoltre l'esplosione del colpo è leggermente "differita" di quasi un secondo rispetto alla pressione del grilletto, nel mentre si sente un caratteristico sibilo che però rileva il pericolo al nemico, quindi il razzo viene sparato a forte velocità in linea retta lungo la linea di puntamento. Questo fa sì che il giocatore debba seguire e anticipare un bersaglio mobile col suo puntamento per poterlo colpire. In alcuni server il proiettile subisce l'effetto della gravità, quindi seguirà una traietoria più o meno curvata, a seconda delle impostazioni del server.
Il lanciarazzi non può sparare se il giocatore è nella posizione completamente distesa a terra, mentre può sparare da posizione eretta e inginocchiata.
Nonostante il lanciarazzi fosse storicamente stato studiato come arma anticarro in Enemy Territory è poco efficace, perché carri armati e camion hanno 1200 di "salute" e un colpo di lanciarazzi ne sottrae solo 500 di danno. Perciò il danneggiamento di carri armati e camion avviene più spesso con un buon numero di granate a mano.
Alcuni giocatori ritengono il lanciarazzi un'arma da principiante, ma in realtà richiede abilità per essere usata bene, è davvero efficace per "zittire" una mitragliatrice pesante da postazione ed è in definitiva un'arma divertente.
FlamethrowerIl lanciafiamme è un'arma devastante, ma da usare solo a corto raggio. Specie in luoghi chiusi è in grado di diffondere le fiamme su una vasta area e causare moltissimi danni, generalmente mortali, a tutti gli occupanti. Di solito viene usato per "ripulire" una zona di passaggio obbligato, per sfondare le linee nemiche in un certo punto. Il fuoco, se diffuso verso un ostacolo, rimbalza e si diffonde nelle varie direzioni.
Dal lanciafiamme di solito ci si difende quasi unicamente allontanandosi dal suo raggio infuocato e colpendo il nemico mentre si indietreggia, infatti il suo effetto di fuoco dura ancora per un po' anche se il nemico col lanciafiamme è stato ucciso e questo di solito provoca l'eliminazione di entrambi i giocatori coinvolti.
Nei server dove è attivo il fuoco amico, il lanciafiamme è particolarmente rischioso da usare perché facilmente coinvolge anche i compagni che si trovano nelle vicinanze.
Il lanciafiamme ha 200 unità di carburante che si possono gestire gradatamente e non richiede di essere ricaricato nel frattempo. La ricarica avviene attraverso gli ammo pack rilasciati dai Field Ops.
Il lanciafiamme viene usato anche come arma per praticare lo spawnkilling, che in molti server non è consentita o è limitata.
MortaioIl mortaio viene trasportato dal Soldier nella posizione prescelta, quindi aperto e posizionato (premendo il tasto destro del mouse, comando alternate fire), prima di poter sparare i suoi 12 colpi. Premendo il tasto di fuoco si ha l'immissione del proiettile esplosivo nella canna del mortaio e il suo lancio a grande distanza, secondo una traiettoria parabolica. ogni lancio consuma metà della barra di potenza.
Il Soldier al mortaio userà contemporaneamente il tasto G per controllare sulla mappa la sua posizione e il suo puntamento di direzione, nonché l'alzo dell'arma e l'orientamento sul piano orizzontale, misurati da due scale graduate. È intuitivo che un alzo maggiore genererà un colpo che cadrà più vicino, con una traiettoria parabolica più alta e stretta e viceversa un alzo minore lancerà un colpo molto più distante.
Il Soldier vede sulla mappa la posizione in cui cadono i suoi colpi (indicati da un cerchio rosso e blu). Se sono attivi Covert Ops della sua squadra, egli vedrà riportate sulla mappa le posizioni dei soldati nemici che sono nella visuale del Covert Ops stesso. Inoltre vede riportate sulla mappa (un cerchio arancione a mo' di mirino) le posizioni indicate dai suoi compagni Field Ops, che possono così più agevolmente essere colpite.
Il Soldier al mortaio è particolarmente vulnerabile al fuoco del nemico, perché non ha sufficiente visibilità e non ha mobilità, dovendo per potersi sottrarre al fuoco anzitutto rimuovere il mortaio e quindi spostarsi tentando di impugnare l'arma a una mano per difendersi. Perciò il mortaio va piazzato nelle retrovie e in zone piuttosto protette.
Il proiettile esplosivo del mortaio provoca un'esplosione che ha un raggio doppio rispetto al razzo del panzerfaust, anche se il danno complessivo è sempre di 500 punti di health. In effetti, un'area soggetta al fuoco del mortaio viene rapidamente "ripulita" da ogni presenza di giocatori e di campi minati e viene praticamente interdetta al passaggio di giocatori, perciò l'uso del mortaio è particolarmente efficace su aree in cui si deve necessariamente concentrare il passaggio di giocatori nemici.
Talvolta viene usato per bombardare l'area di spawn e questa pratica, detta spawnkilling, è spesso vietata o limitata da molti server e quindi punita col ban del giocatore.
Mitragliatrice MG42Si tratta di una mitragliatrice da posizionare a terra mediante un bipiede e azionare da sdraiato con raffiche ben dosate. In questo caso l'arma è piuttosto precisa e provoca grossi volumi di fuoco e notevoli danni, anche se l'angolo di azione è piuttosto ristretto, circa 60 gradi. Inoltre il Soldier ha anche scarsa visibilità laterale e pochissima mobilità, per cui è molto vulnerabile agli attacchi.
È anche possibile azionare l'arma senza fissarla a terra, ma in questo caso è estremamente instabile e imprecisa a causa dell'effetto di rinculo verticale dovuto all'esplosione dei colpi. Perciò in tale situazione è usata solo in casi di emergenza durante gli spostamenti.
L'MG42 è un'arma molto efficace per presidiare determinati punti strategici, che devono essere tenuti di mira da posizioni ben coperte, possibilmente anche con il supporto dei compagni che assicurino il rifornimento di munizioni e di health pack e la copertura alle spalle.
Quest'arma è solo un po' meno precisa dell'MG42 da postazione fissa, inoltre anch'essa si surriscalda facilmente. Può essere ricaricata dopo che ha esaurito i suoi 150 colpi. Ha una frequenza di 18 colpi al secondo ed ognuno provoca 18 punti di danno. Non è possibile ottenere un headshot con quest'arma, perché il gioco considera ogni colpo come mirato al corpo.

#### Armi con mirino o silenziatore
Sono disponibili solo alla classe Covert Ops, e sono due.
Il primo è un fucile di precisione silenziato, il fucile in dotazione al soldato semplice, il Garand per gli Alleati e il Mauser Karabiner 98k per l'asse. Il secondo è un FG 42, fucile mitragliatore non silenziato. Le differenze tra le due armi sono:
- il fucile silenziato è molto più potente a colpo singolo e quindi il rinculo è maggiore;
- il mitragliatore ha un ritmo di fuoco più elevato in modalità non zoomata.

La prima arma è quindi utile per ripulire aree ristrette da lontano, la seconda è principalmente un'arma da assalto.
Notare che il Garand può essere ricaricato solo ad esaurimento caricatore, e non è un'arma valida in caso di nemici in avvicinamento veloce.

#### Fucili con lanciagranate
Sono disponibili solo alla classe Engineers, e sono il fucile di "base" dotato di quattro granate sparate velocemente dalla canna. Per caricarle occorre premere il tasto fuoco alternativo, e poi si possono sparare. Ciascun lancio consuma 1/4 di barra di energia. Per gli stessi motivi dei covert ops, il fucile tedesco è migliore in caso di combattimento a corto raggio, ma le granate alleate sono decisamente più potenti. In ogni caso è bene ricordare che le granate hanno un ottimo raggio e sono molto veloci, ma non sono dotate di razzi, quindi traiettoria curva di lancio ed è bene ricordarlo quando si assalteranno postazioni con mitragliatrici fisse.

## Mappe ufficiali
Enemy Territory ha sei mappe ufficiali.
- Campagna del Nord Africa
  - Siwa Oasis
  - Seawall Battery
  - Gold Rush
- Campagna dell'Europa Centrale
  - Würzburg Radar
  - Rail Gun
  - Fuel Dump

Eccetto la mappa Rail Gun, in tutte le altre il team Alleati attacca e il team Asse difende.

### Siwa Oasis
Siwa Oasis è una mappa ambientata nel Nord Africa, nella quale gli Alleati in attacco devono riuscire a distruggere, con la dinamite, due cannoni anti tank posti a difesa dell'installazione nemica, per permettere l'entrata dei tank alleati.
All'inizio l'Asse controlla la Città Vecchia (Old City) e da essa partono i rinforzi (spawn point), mentre gli Alleati partono da un'area diroccata all'esterno delle mura della città.
Il primo obiettivo degli Alleati è conquistare la Old City, andando a prendere la postazione di spawning nemica, per issare la propria bandiera. La Old city rimane in bilico tra Alleati ed Asse fintanto che gli Alleati non riescono a distruggere le Mura della Città, obiettivo che può essere raggiunto solo da un Engineer posando la dinamite presso le mura dall'interno della Old City e facendole saltare.
Per raggiungere questo obiettivo è intanto importante costruire il Command Post alleato entro le mura della Old City, quindi riuscire a far filtrare i propri compagni verso le linee nemiche e sino allo spawn point dell'Asse, quindi far saltare le mura interne della città. La conquista dello spawn point dell'Asse ovviamente rende molto facile distruggere le mura, in quanto da quel momento i soldati dell'Asse partiranno da molto più lontano, respinti verso la zona in cui risiedono i cannoni anti tank da difendere.
Raggiunto il primo obiettivo intermedio, la conquista dello spawn point nella Old City, gli Alleati possono tentare la vittoria attaccando la zona di installazione delle due postazioni anti tank. Qui trovano una strenua resistenza, per cui sono necessarie tattiche di aggiramento del nemico e di infiltrazione di personale all'interno dell'installazione nemica, sino a permettere agli Engineer di cogliere il momento giusto per piantare la dinamite presso ciascuna delle due postazioni anti tank.
La vittoria degli Alleati richiede la distruzione di entrambe le postazioni nel tempo a disposizione. È chiaro che la distruzione della prima di esse consentirà all'Asse di concentrare la difesa sulla postazione rimasta intatta, rendendo ancora più alta la difficoltà degli attaccanti.
Sono in effetti possibili, ad un team di attacco sufficientemente esperto, tattiche da commando che permettono di raggiungere l'obiettivo principale anche a fronte di una forte resistenza nemica.
Anzitutto gli Alleati debbono, dall'inizio della mappa, attivare tramite un Engineer le pompe di prosciugamento del canale sommerso che parte dalla prima zona di spawn. Questo canale si prosciuga in pochi minuti e consente un percorso sotterraneo che giunge sino all'interno della Old City, in adiacenza al cortile centrale della città, presso lo spawn point dell'Asse e presso le mura da minare.
Una volta conquistata la Old City, gli Alleati attiveranno le pompe, presenti nel cortile della città, atte al prosciugamento dell'acqua di un altro canale sotterraneo, molto più ampio del precedente, che sfocia direttamente su un fianco dell'installazione nemica dove sono presenti i cannoni anti tank. Questo è un percorso possibile per un team comprendente un Engineer, che costeggiando le mura dell'installazione può penetrare verso l'obiettivo.
In questa situazione, comunque, gli alleati avranno aperte due vie principali di penetrazione verso le linee nemiche e costringeranno l'Asse a difendere due fronti d'attacco, quello che proviene dalle mura ormai distrutte della Old City e conduce sul lato Nord della mappa, e quello che proviene dal canale sotterraneo e conduce sul lato Sud.
È anche teoricamente possibile per gli Alleati vincere la mappa senza minare le mura della Old City, in quanto il cortile della città presenta, a fianco delle mura stesse, una porta apribile solo dall'Asse o da un Covert Ops Alleato che abbia preso un'uniforme nemica (e quindi le relative chiavi), attraverso il quale far filtrare un Engineer che potrà minare i cannoni antitank posizionati all'estremo opposto della mappa.
Riassumendo, gli obiettivi sono:
Alleati:
- Obiettivo primario - distruggere con la dinamite entrambi i cannoni anti-tank.
  - Obiettivi secondari - distruggere le mura della Old City; riparare entrambe le pompe d'acqua dei canali sotterranei.
    - Obiettivi minori - costruire il command post; costruire la postazione di mitragliatrice presso la Old City; distruggere la postazione di mitragliatrice dell'Asse posta a guardia del cortile adiacente all'installazione dei cannoni anti-tank, distruggere il command post dell'Asse presso i locali adiacenti all'installazione dei cannoni anti-tank.

Asse
- Obiettivo primario - impedire la distruzione di almeno uno dei cannoni anti-tank.
  - Obiettivi secondari - tenere lo spawn point e le mura della Old City; disattivare le due pompe d'acqua dei canali sotterranei.
    - Obiettivi minori - distruggere il command post Alleato all'ingresso della Old City; distruggere la postazione di mitragliatrice posta presso la Old City; costruire il command post interno alla zona di installazione dei cannoni anti-tank; costruire la postazione di mitragliatrice posta a guardia del cortile adiacente all'installazione dei cannoni anti-tank.

### Seawall Battery
Seawall Battery è una delle tre mappe ambientate in North Africa (assieme a Siwa Oasis e Gold Rush). Gli Alleati sbarcano sotto il fuoco nemico su una spiaggia fortificata, prospiciente un bunker dell'Asse dove è installato un enorme cannone anti-nave, la cui distruzione rappresenta l'obiettivo primario da raggiungere.
Per gli Alleati sono possibili due vie di penetrazione sino all'obiettivo: la prima è quella che passa attraverso la conquista del Bunker di fronte alla spiaggia (il Forward Bunker, iniziale spawn point dell'Asse) e successivo ingresso nella fortificazione, sino alla zona di installazione del cannone nemico (Gun Control) dove porre la dinamite; la seconda è quella dell'accesso dal retro (Back Door), attraverso un percorso laterale ed esterno sino al retro dell'installazione.
L'attacco è di solito molto duro ed è condotto da entrambi i fronti.
Per la conquista del forward bunker occorre che un Engineer costruisca la rampa d'assalto (assault ramp) proprio sotto il naso del nemico, quindi che gli attaccanti attraverso la rampa giungano a conquistare il bunker. L'assalto è perciò molto difficoltoso.
Dal momento della conquista, il forward bunker diventa spawn point alleato, mentre l'Asse inizia dall'interno della fortificazione. Qui si crea in genere un ulteriore e notevole collo di bottiglia per gli alleati, perché lo spawn point dell'Asse è in una posizione tale per cui è possibile bloccare il passaggio agli attaccanti diretti alla zona di installazione dell'obiettivo.
Per l'accesso dalla back door, viceversa, gli Alleati possono anzitutto conquistare il Command Post presente da quel lato della mappa, ma per accedere all'interno della fortificazione dell'Asse è indispensabile la presenza di un Covert Ops che possa conquistare un'uniforme nemica ed aprire la back door stessa, esclusivamente azionabile dall'Asse.
La possibilità di aprire la back door consentirà agli attaccanti di distruggere il Generatore (Generator) posto proprio nei pressi della back door, con un Engineer o con la sacca esplosiva del Covert Ops. Per tutto il tempo in cui il generatore rimane disattivato, rimarrà aperto il portone elettromeccanico sul retro, consentendo un relativamente agevole ingresso delle forze alleate nel complesso nemico. Inoltre, disattivare il generatore farà sì che restino aperte due grosse porte di accesso alla zona dell'obiettivo, il Gun Control.
La chiave di successo per gli Alleati è dunque quella di riuscire ad infiltrare un Engineer all'interno della fortificazione nemica. Al contrario, per l'Asse, è necessario presidiare la back door e tenere attivo il generatore. In genere l'Asse prevarrà con giocatori esperti che eviteranno di aprire la back door ed eviteranno di scendere sulla spiaggia davanti per contrattaccare, finendo col consegnare in mano di un Covert Ops nemico l'uniforme che potrà servire ad aprire la back door. Nemmeno la perdita del forward bunker risulterà in genere determinante per l'eventuale sconfitta dell'Asse, se questi sapranno bloccare gli attaccanti all'ingresso della fortificazione.
In alcuni server ET Pro, per rendere questa mappa più equilibrata, il portone adiacente alla back door può essere distrutto dalla dinamite, il che costringe l'Asse a difendere su due fronti, quando viceversa sui server standard è sufficiente controllare con pochi uomini di guardia che la back door non venga aperta dai compagni o da un Covert Ops alleato in uniforme dell'Asse, mentre il grosso della forza si concentra a respingere l'attacco al forward bunker.
L'attacco frontale è agevolmente bloccato dai Field Ops con ripetuti attacchi aerei o di artiglieria e dai mortai dell'Asse che martellano la spiaggia. La rampa di assalto può essere rapidamente distrutta da un Covert Ops dell'Asse attraverso la sacca esplosiva.
Obiettivi:
Alleati
- Obiettivo primario - distruggere (con la dinamite) il Cannone nemico (cosiddetto "Siegfried" Gun Controls).
  - Obiettivi secondari - costruire la rampa d'assalto frontale dalla spiaggia al bunker; catturare il bunker fronte spiaggia; distruggere il Generatore posto sul retro della fortificazione nemica;
    - Altri obiettivi - costruire il command post nella zona retrostante la fortificazione nemica; costruire due postazioni di mitragliatrice presso la spiaggia; distruggere la postazione di mitragliatrice dell'Asse posta all'interno della fortificazione, presso il forward bunker.

Asse
- Obiettivo primario - difendere il Cannone (cosiddetto "Siegfried" Gun Controls).
  - Obiettivi secondari - distruggere la rampa d'assalto frontale dalla spiaggia al bunker; costruire e difendere il Generatore;
    - Altri obiettivi - costruire il command post nella zona esterna retrostante la fortificazione; costruire la postazione di mitragliatrice posta a guardia del forward bunker; distruggere le due postazioni di mitragliatrice nemiche poste presso la spiaggia.

### Gold Rush
Gold Rush è una mappa ambientata in North Africa nella quale l'obiettivo degli attaccanti, gli Alleati, è quello di sottrarre al nemico due casse contenenti dell'oro, custodite in una banca.
All'inizio gli Alleati hanno il compito di riparare e quindi catturare un tank nemico, posto nel cortile protetto da alte mura e prospiciente la zona di spawn dell'Asse. Il tank deve essere quindi scortato lungo un percorso, tortuoso e caratterizzato da due barriere costruibili dall'Asse, che lo condurrà sino al cortile di fronte alla banca, dove un colpo di cannone del tank aprirà le porte della banca stessa consentendo agli attaccanti di penetrare e sottrarre le due casse d'oro.
Queste casse devono essere quindi caricate su un camion, parcheggiato nello stesso cortile, che deve essere anzitutto riparato da un Engineer e quindi scortato, superando le ultime due barriere costruibili dall'Asse, sino alla zona esterna della mappa controllata sin dall'inizio dalle forze alleate.
L'Asse deve anzitutto impedire agli Alleati di riparare il tank e di farlo muovere, disseminando di campi minati la zona adiacente al tank e l'ingresso al cortile dov'è situato il tank stesso, contrattaccando gli alleati verso la zona di accesso al cortile anche mediante attacchi aerei richiamati dai Field Ops.
Inoltre, l'Asse avrà cura di rallentare o bloccare il tank, danneggiandolo e costruendo le due barriere poste lungo il percorso del tank sino al cortile della banca. Potrà anche costruire le due barriere poste lungo il percorso che farà il camion (truck) che trasporterà l'oro sottratto dagli Alleati e potrà danneggiare ripetutamente il camion per rallentarlo.
Si tratta di una mappa ben bilanciata, dove gli attaccanti hanno la possibilità di avanzare gradatamente verso l'obiettivo, anche se i punti più difficili sono la riparazione iniziale del tank e il farlo iniziare a muovere e, naturalmente, andare a prendere le due casse d'oro dall'interno della banca.
Il primo obiettivo farà in modo che gli Alleati prendano possesso dello spawn point originario dell'Asse presso il cortile dov'è posizionato il tank alla partenza, mentre l'Asse da quel momento inizierà da un cortile adiacente alla banca, quindi piuttosto da lontano per impedire seriamente agli Alleati di progredire col movimento del tank.
Una volta che il tank abbia raggiunto il cortile della banca ed aperto le porte della stessa, esso non è più granché utile agli Alleati, ma neanche all'Asse, e viene solitamente trascurato per concentrare l'attenzione sul camion e sull'oro.
La sottrazione delle due casse d'oro richiede un vero blitz da parte degli Alleati, con ampio utilizzo di copertura di attacchi aerei, perché in genere la stanza in cui è posto è fortemente presidiata dalle forze dell'Asse. Le casse possono essere prese e trasportate sul camion, dove restano fisse e non più recuperabili dall'Asse. Il camion deve quindi essere riparato e mosso dagli Alleati per uscire dal complesso nemico.
Obiettivi:
Alleati
- Obiettivo primario - sottrarre le due casse d'oro custodite dall'Asse e portarle su un camion sino all'esterno della zona controllata dall'Asse. È prima necessario riparare e muovere un tank nemico sino al cortile della banca, per aprirne le porte.
  - Obiettivi secondari - distruggere le due barriere per il tank; distruggere le due barriere per il camion.
    - Altri obiettivi - costruire il command post.

Asse
- Obiettivo primario - difendere le due casse d'oro custodite nella banca; per questo occorre impedire agli Alleati di riparare e muovere il tank, ovvero successivamente impedire loro di caricare l'oro sul camion e di muoverlo sino alla meta;
  - Obiettivi secondari - costruire e difendere le barriere per il tank e per il camion;
    - Altri obiettivi - costruire il command post.

### Würzburg Radar
Würzburg Radar è una missione in cui gli Alleati devono disabilitare due postazioni radar dell'Asse, sottraendo le componenti dei radar poste presso le due antenne paraboliche. Si tratta di una missione tatticamente simile a Gold Rush, infatti le due componenti dei radar vanno sottratte con un blitz e portate sul camion (truck) parcheggiato nei pressi del forward bunker, ma questa volta la missione si completa quando le due componenti sono assicurate sul camion e senza che questo debba essere mosso.
All'inizio gli Alleati partono da un edificio posto ai margini della mappa e nelle vicinanze del "forward bunker" da cui inizia l'Asse. Il primo obiettivo degli Alleati è conquistare appunto il forward bunker, ma per farlo in modo definitivo devono minare e distruggere il portone principale di ingresso al complesso dei Radar (main entrance). Perciò gli Alleati possono prendere il bunker con la forza e poi, partendo da questo, andare a porre la dinamite presso l'entrata principale, ovvero tentare una manovra di aggiramento del bunker e provare a usare direttamente la dinamite sulla main entrance, ottenendo in tal modo ugualmente la conquista del bunker. Lungo questo percorso laterale al bunker esiste un edificio con una mitragliatrice (che può essere costruita solo dall'Asse) e una postazione di rifornimenti (medicamenti e munizioni) molto utile ad entrambi.
Pur concentrandosi nell'assalto al forward bunker, è un'ottima strategia per gli Alleati non trascurare sin dall'inizio l'opportunità di aggirare le difese avversarie, andando a minare l'entrata laterale al complesso radar (side entrance) e quindi aprirsi una via di penetrazione alternativa verso l'obiettivo, anche quando la conquista del bunker non sia stata completata.
L'apertura dell'entrata laterale è comunque fondamentale per il raggiungimento degli obiettivi, in quanto consente agli Alleati di costruire un command post e quindi avere maggiore velocità di rientro (respawn) e uno spawn point più vicino alla base dei radar, da cui infiltrarsi.
Ad un certo punto dell'attacco, quindi, gli Alleati avranno due vie di penetrazione diretta, quella dall'entrata principale e quella dal retro, verso le componenti Est e Ovest dei Radar.
Da entrambe le vie troveranno una forte opposizione dell'Asse, che provvederà a contrattaccare.
Verso l'entrata principale l'Asse contrattaccherà usando una torretta di mitragliatrice, un ponte in legno posto in posizione dominante di fronte all'entrata e tutto il corridoio laterale rispetto alla main entrance che fornisce loro una posizione di copertura da cui prendere di mira i nemici che cercheranno di penetrare nel complesso.
Dall'entrata laterale, l'Asse dovrà cercare di sottrarre il command post agli Alleati e di tenere l'entrata laterale stessa, per impedire la penetrazione verso i radar.
L'Asse farà anche uso di campi minati (landmines) attorno alle due postazioni radar e sul percorso che porta ad essi, in modo da sorprendere i nemici che riuscissero a infiltrarsi.
Obiettivi:
Alleati
- Obiettivo primario - sottrarre le due componenti (Est e Ovest) del Radar dell'Asse e portarle su un camion parcheggiato presso il bunker esterno.
  - Obiettivi secondari - catturare il forward bunker; distruggere l'entrata principale; distruggere l'entrata laterale;
    - Altri obiettivi - costruire il command post; costruire il nidi di mitragliatrice; distruggere la torretta di mitragliatrice avversaria.

Asse
- Obiettivo primario - difendere le due componenti (Est e Ovest) del Radar dell'Asse; per questo occorre impedire agli Alleati di prenderle ovvero successivamente impedire loro di caricarle sul camion;
  - Obiettivi secondari - difendere il forward bunker e impedire agli Alleati di minare l'entrata principale; difendere l'entrata laterale e il command post;
    - Altri obiettivi - costruire il command post; costruire la torretta di mitragliatrice a difesa di uno dei Radar; distruggere la postazione di mitragliatrice alleata.

### Rail Gun
Rail Gun è l'unica delle 6 mappe ufficiali del gioco RTCW: ET in cui l'Asse è in attacco e gli Alleati difendono.
L'obiettivo dell'Asse è di riuscire a sparare con il mega-cannone nazista Dora montato su rotaia, ma prima occorre caricarlo con le munizioni e per far ciò occorre utilizzare due motrici ferroviarie (rail tug), che si muovono su due percorsi separati. La prima motrice compie un percorso dalla base dell'Asse sino alla zona di deposito (depot) per caricare le munizioni e quindi tornare alla base dell'Asse. La seconda motrice, dopo aver ricevuto le munizioni dalla prima attraverso una gru (in modo automatico), compie un breve percorso sino al cannone.
Le motrici si muovono quando un giocatore entra nella cabina di comando. La motrice attiva si muoverà avanti o indietro a seconda che a farlo sia un giocatore dell'Asse o degli Alleati. Così durante il combattimento la posizione della motrice è continuamente contesa dai due team. Inoltre, nel suo percorso la motrice deve superare un passaggio a livello (track switch) posto proprio nelle vicinanze dello spawn point Alleato, per questo occorre sollevare la relativa sbarra, altrimenti la motrice si bloccherà in quel punto, quindi abbassarla per impedire che venga fatta tornare subito indietro dai nemici.
Anche la conquista del deposito munizioni (depot yard) è sempre contesa tra i due team, in quanto essa rappresenta uno spawn point di estrema importanza per il controllo del gioco. L'Asse lo userà per avere un accesso immediato alla zona del passaggio a livello, mentre gli Alleati come punto di partenza per pressare da vicino la zona di partenza dell'Asse.
La maggiore pressione dei combattimenti si ha solitamente attorno al passaggio a livello (track switch) posto tra la zona di inizio degli Alleati, la fortificazione antistante (che comprende un command post e una postazione di mitragliatrice) e il deposito stesso.
Dal momento in cui la prima motrice abbia caricato le munizioni e sia tornata alla base dell'Asse, parte in automatico l'attivazione della gru che carica le munizioni sulla seconda motrice, che diventa attiva e deve essere portata dall'Asse sino al Rail Gun. Ciò avviene di solito molto facilmente, mentre il focus dei combattenti si sposterà sul controllo di sparo del cannone (firing control) che deve essere costruito e mantenuto attivo dall'Asse, per poter sparare (con l'apposito pulsante, premuto da un qualunque giocatore), sempre dopo che la seconda motrice sia giunta al cannone.
Questa mappa è molto varia ed impegnativa per gli attaccanti, perché il percorso delle motrici è piuttosto lungo e irto di ostacoli, oltre al fatto che nella fase finale il controllo di fuoco del cannone deve essere mantenuto attivo.
Esistono numerosi obiettivi intermedi per ambo le parti e numerose postazioni strategiche da occupare, quali ad esempio la torre posta di fronte al cannone al centro tra le due linee ferroviarie, la sommità del cannone stesso e le zone presso il controllo di fuoco, il ponte posto di fronte al deposito munizioni, la zona sotterranea con relativo command post di fronte alla track switch.
Obiettivi
Asse
- Obiettivo primario - usare le motrici ferroviarie per trasportare e caricare le munizioni del mega-cannone e sparare con esso.
  - Obiettivi secondari - conquistare il deposito (depot yard); costruire e mantenere il controllo di fuoco del cannone (firing controls); alzare e abbassare in modo opportuno la sbarra del passaggio a livello (track switch).
    - Obiettivi minori - costruire il command post; distruggere la postazione di mitragliatrice presso la base alleata.

Alleati
- Obiettivo primario - bloccare e far tornare indietro le motrici ferroviarie per impedire all'Asse di trasportare e caricare le munizioni del mega-cannone; impedire all'Asse di sparare con esso.
  - Obiettivi secondari - conquistare il deposito (depot yard); distruggere il controllo di fuoco del cannone (firing controls); alzare e abbassare in modo opportuno la sbarra del passaggio a livello (track switch).
    - Obiettivi minori - costruire il command post; costruire la postazione di mitragliatrice presso la base alleata.

### Fuel Dump
Fuel Dump è una missione in cui l'obiettivo finale degli Alleati è far saltare un deposito di carburante (fuel) dell'Asse. Il raggiungimento dell'obiettivo passa attraverso un lungo percorso nel quale occorre scortare un tank attraverso un ponte sul fiume, poi dentro una galleria e quindi all'aperto sino alle mura della fortificazione posta a protezione del deposito, in modo che il tank possa aprire un varco e consentire ad un Engineer alleato di penetrare e posizionare la dinamite.
Nella prima parte della missione gli Alleati hanno subito a disposizione il tank, ma devono costruire e fortificare il ponte su cui deve passare il tank sotto il fuoco dell'Asse, che ha il vantaggio di partire da un terreno in posizione soprelevata e quindi dominante. L'Asse può minare il ponte, bersagliare gli alleati al varco con fuoco di artiglieria e con una torretta di mitragliatrice, nonché impedire agli alleati di costruire un ponte pedonale posto lateralmente al ponte carrabile, che rappresenta l'unica via da cui gli Alleati possono aggirare e colpire al fianco il nemico.
In effetti gli Alleati rischiano di rimanere bloccati col tank che non riesce ad attraversare il fiume. In ogni caso, è fondamentale per loro arrivare almeno sino al fiume, perché il tank aprirà un varco nel cancello che chiude l'accesso al tunnel lungo il fiume dal quale si può penetrare nella galleria e da questa sino alle mura della fortificazione del deposito. L'accesso al deposito è comunque impedito perché la porta è bloccata, a meno che un alleato Covert Ops non abbia preso un'uniforme nemica e riesca ad aprire la porta di accesso al deposito, consentendo ad un Engineer di entrare e minare il deposito. È questa la tattica alleata più rapida, ma anche meno probabile se l'Asse avrà l'attenzione di presidiare il tunnel laterale e anche di costruire per tempo le protezioni al deposito. In ogni caso, si tratta di un'azione che vale la pena tentare sempre, perché quanto meno anche un solo Covert Ops isolato che penetri sino al deposito, facendo saltare con la sacca esplosiva le protezioni (ma non potrà far saltare il deposito, qui serve solo la dinamite), attirerà un gran numero di difensori verso il deposito stesso, creando un diversivo che agevolerà molto il compito della squadra principale di far avanzare il tank oltre il fiume.
È strategico per gli Alleati riuscire a costruire il ponte pedonale laterale, perché in tal modo costringeranno i nemici a difendersi anche sul fianco sinistro, dando maggiori possibilità alla costruzione del ponte ed all'avanzamento del tank. Una volta che il tank abbia attraversato il fiume, deve giungere sino a posizionarsi di fronte al portone della galleria e farlo saltare. Da quel momento le forze dell'Asse verranno respinte allo spawn point interno al deposito di carburante, mentre gli alleati conquisteranno lo spawn point interno alla galleria. Risulterà agevole per loro far avanzare il tank entro la galleria e sino a uscire all'aperto nelle vicinanze del deposito obiettivo della missione.
A questo punto gli Alleati devono continuare a spingere il tank nel suo percorso davanti alle mura del deposito, quando esso aprirà un primo varco presso il portone principale del deposito, sul fianco destro del nemico, e successivamente un secondo varco nelle mura sul fianco sinistro.
Durante questa fase gli Alleati controllano agevolmente tutta la parte di terreno posta di fronte alla fortificazione dell'Asse che protegge il deposito, ma sono esposti al fuoco nemico dalla fortificazione stessa ed ai contrattacchi nemici portati presso le due vie di uscita degli Alleati dalla galleria verso il deposito. Gli Alleati devono costruire un command post all'interno di un capannone posto lungo il loro percorso di avvicinamento al varco sinistro, oltre a una postazione di mitragliatrice che guarda al portone principale.
Per compiere la missione è ora fondamentale per gli Alleati riuscire a infiltrare un Engineer per minare le protezioni al deposito e quindi il deposito di carburante stesso. La missione è davvero difficile, in quanto l'Asse presidia fortemente il complesso e può disporre campi minati a difesa dell'accesso lungo i due varchi aperti dal tank, delle protezioni del deposito e del deposito stesso.
In alternativa all'attacco in forze, portato sulla destra e sulla sinistra del deposito, gli Alleati possono tentare di giungere sul tetto dell'edificio prospiciente il deposito, per poi saltare all'interno e porre la dinamite, ma per riuscirvi occorre che un Covert Ops con uniforme dell'Asse apra la porta che dà accesso alla scala che porta sul tetto. Alcuni giocatori in coppia riescono ad effettuare un salto tale da scavalcare il bunker, perché uno resterà fermo mentre l'altro salta appoggiandosi sulla sua testa, ma è una manovra piuttosto rara e difficile.
Obiettivi
Alleati
- Obiettivo primario - distruggere, con la sola dinamite, il deposito di carburante (fuel dump).
  - Obiettivi secondari - scortare e riparare il tank, lungo tutto il percorso, in modo che distrugga il cancello del tunnel sul fiume, il portone di accesso alla galleria, il portone principale del deposito, apra un varco nelle mura sull'altro lato del deposito. Costruire e rafforzare il ponte sul fiume. Costruire il ponte pedonale. Distruggere le difese est e ovest del deposito. La distruzione del portone di accesso alla galleria farà in modo che gli Alleati conquistino definitivamente lo spawn poit nella galleria stessa.
    - Obiettivi minori - costruire le postazioni di mitragliatrice; distruggere il command post nemico; distruggere le torrette di mitragliatrice nemiche; costruire il command post nella seconda parte della mappa.

Asse
- Obiettivo primario - difendere il deposito di carburante (fuel dump).
  - Obiettivi secondari - danneggiare e bloccare il tank; distruggere il ponte sul fiume e il ponte pedonale laterale; difendere il cancello di accesso al tunnel sul fiume; difendere il portone di accesso alla galleria; costruire e mantenere le difese est e ovest del deposito.
    - Obiettivi minori - costruire il command post nella prima parte della mappa; costruire le torrette di mitragliatrice; distruggere le postazioni di mitragliatrice nemiche; distruggere il command post nemico nella seconda parte della mappa.

## Mappe custom
Esiste un gran numero di mappe custom realizzate dalla comunità di appassionati del gioco. Queste sono file con estensione.pk3 liberamente scaricabili dai siti dedicati o in automatico dal server di gioco al momento del collegamento. Alcune di esse sono una conversione di mappe del gioco originario della serie RTCW.
Le mappe custom più diffuse adottate da numerosi server sono:

### Caen
Caen è una mappa in cui l'attacco è portato dalle forze dell'Asse, con l'obiettivo di sottrarre agli Alleati dei documenti segreti custoditi in un edificio al di là di un fiume. Il raggiungimento dell'obiettivo richiede anzitutto la conquista di una postazione nella città, che è lo spawning point iniziale Alleato, nei pressi della quale si trova un tank. Quindi occorre riparare e scortare il tank attraverso un ponte sul fiume, sino alle mura dell'edificio in cui sono custoditi i documenti da sottrarre.
Nella prima parte della missione le forze dell'Asse devono quindi spodestare gli Alleati dalla città. Per ottenere quest'obiettivo devono arrivare a riparare il tank, per rendere la conquista definitiva e respingere gli Alleati allo spawning point oltre il fiume. In questo è importante riuscire a minare con la dinamite un cancello che fornisce un accesso laterale alla zona dov'è posizionato il tank, ma l'intero percorso è generalmente ben difeso degli Alleati.
Una volta che gli Alleati siano stati respinti oltre il fiume, l'Asse deve scortare il tank oltre il fiume, non prima di aver riparato il ponte. Quando il tank sarà giunto di fronte alle mura perimetrali dell'edificio in cui sono custoditi i documenti, aprirà una breccia nel muro per facilitare l'ingresso delle forze dell'Asse.
È comunque presente un percorso alternativo in cui si passa lateralmente a questo edificio principale, si entra nell'edificio di fronte e si sale sul tetto, dove si trova un passaggio verso il tetto dell'edificio dove sono custoditi i documenti.
Obiettivi
Asse
- Obiettivo primario - sottrarre i documenti segreti custoditi nell'edificio oltre il fiume.
  - Obiettivi secondari - riparare il tank: la riparazione del tank farà in modo che l'Asse conquisti definitivamente lo spawn point nella città. Scortare il tank oltre il fiume, in modo che apra un varco nelle mura dell'edificio. Riparare il ponte sul fiume per il passaggio del tank.
    - Obiettivi minori - distruggere la barriera al tank; distruggere la postazione di mitragliatrice nemica

Alleati
- Obiettivo primario - impedire che vengano sottratti i documenti segreti.
  - Obiettivi secondari - impedire la conquista dello spawn point in città; difendere il cancello di accesso laterale alla città; impedire la riparazione del tank; distruggere il ponte sul fiume.
    - Obiettivi minori - costruire la barriera al tank oltre il fiume; costruire la postazione di mitragliatrice oltre il fiume.

### Venice
Venice è una mappa ambientata a Venezia, in cui l'attacco è portato dalle forze Alleate, con l'obiettivo di sottrarre all'Asse una reliquia segreta custodita in una chiesa. L'intera mappa è disegnata in modo egregio e riproduce i canali, le piazze ed i ponti veneziani.
Il raggiungimento dell'obiettivo richiede anzitutto che gli Alleati scortino un tank sino ad un enorme cancello che blocca l'accesso alla parte della città dov'è posto l'obiettivo, in quanto il tank aprirà il passaggio e consentirà la conquista dello spawn point iniziale dell'Asse.
Il tank va poi scortato, superando una barriera che l'Asse cercherà di costruire e difendere, sino alla facciata della chiesa in cui è custodita la reliquia. Qui il tank aprirà una breccia nelle mura della chiesa per consentire l'ingresso agli Alleati.
È presente anche una via d'ingresso alternativa per gli Alleati, che richiede di porre la dinamite presso una delle pareti laterali della chiesa.
La reliquia va imbarcata su una barca, che si trova ormeggiata presso la chiesa e che va anche riparata da un Engineer. Appena la reliquia sarà stata imbarcata, la barca si muoverà lungo i canali, adeguatamente scortata dagli Alleati. La barca dovrà fare un lungo percorso attorno agli edifici, superare due barriere che saranno costruite dall'Asse, che tenterà più volte di danneggiarla e bloccarla. Gli Alleati vinceranno la contesa qualora riescano, nel tempo a disposizione, a far giungere la barca ad un ormeggio posto nella zona della città da loro controllata.

### Fuel Dump Spring
Fuel Dump Spring è semplicemente la versione "primaverile" di Fuel Dump, in assenza di neve.
La mappa Fuel Dump è particolarmente sfidante e per questo molto apprezzata dai giocatori, tanto che molti server inseriscono tra le 10 mappe di una campagna sia la versione standard che quella primaverile di Fuel Dump.

## Mods
Nel 2004 il codice sorgente della logica di gioco (game logic) è stato rilasciato al pubblico sotto forma di pacchetto di sviluppo software SDK, dando modo alla creazione di un gran numero di modifiche (mod).
True Combat Elite
TCE è un MOD gratuito di Enemy Territory, pubblicato nel 2004, reperibile qui:
http://www.truecombatelite.com/ Archiviato il 4 marzo 2010 in Internet Archive.
Anche TCE è basato sul motore di alto livello di ET/Q3, che oggi è ancora validissimo, grazie alla sua solidità, scalabilità ed al supporto a punkbuster.
TCE porta il gioco originale RTCW: ET ambientato al tempo della Seconda guerra mondiale in un ambiente di guerra più attuale.
Offre discreto arsenale di armi, tra cui pistole (AMT Hardballer, Beretta 92, Glock 19, Desert Eagle.50), mitragliatrici (Mac10, Mp5, UMP45), fucili (M3 Super 90), fucili d'assalto (M4, AK-47), e fucili di precisione (PSG-1, M76, R93), tre diversi tipi di bombe a mano: una granata di frammentazione (M67), granata fumogena (M83) e granata abbagliante (XM84).
Il Client di TCE è disponibile sia per sistemi Windows, che per Linux.
ET Fortress
ETF è un MOD gratuito di Enemy Territory, pubblicato nel 2004, reperibile qui:
http://www.etfgame.com/
L'ambientazione del gioco è futuristica, tipo Quake 3 Arena, mentre il gameplay è cooperativo a squadre come per RTCW: ET.
l'autore chiarisce che lo sviluppo del gioco è terminato con la versione 1.6, ma che diversi server sono sempre attivi con una discreta comunità di giocatori:
- Railbait.com: 206.204.189.62 (US Server)
- KinderGarten: 85.25.10.78 (Euro Server)
- #PlusNet: 212.159.6.212 (Euro Server)

## Terminologia
Nel giocare a ET ci si può imbattere spesso, tramite la chat o i messaggi dei server, in particolari frasi che costituiscono di fatto uno slang di gioco:
- Arty Spamming Un giocatore che spara continuamente colpi di mortaio su una stessa posizione (es. lo Spawn Point)
- Backrape Venire uccisi da dietro. L'etimologia di questo termine è la frase If you're getting backraped, go prone! (Se stai per essere preso di spalle, abbassati!)
- Beta Trash Termine utilizzato da giocatori nordamericani per descrivere i giocatori meno abili
- Corner Camper Un giocatore che rimane fisso in un angolo strategico per sparare ai nemici che oltrepassano il muro (senza guardare chi si nasconde dietro, appunto)
- CP Command Post, ossia Posto di Comando
- Freak, ovvero i "mostri" di bravura, cioè players che nel corso di una Campaign accumulano cifre tali di XP da raggiungere e mantenere tutti i bonus di categoria che, unitamente alla loro indubbia bravura (specie negli headshot), li rendono praticamente immortali e imprendibili per gli avversari; la loro presenza squilibra le squadre (poiché vince sempre quella che ha il "freak" tra le sue file) e spesso frustra il gioco dei players meno abili, che reagiscono accusandoli di essere dei "cheaters" (imbroglioni dediti all'utilizzo di trucchi). In genere i "freak" scelgono il ruolo di Medico, che potenziato al massimo li rende ulteriormente invincibili, e disdegnano il gioco di squadra.
- HS Head Shot, ossia colpo alla testa
- Noob Stick, Termine solitamente utilizzato per indicare i Panzerfaust da parte di coloro che si oppongono all'utilizzo, affermando che si tratta di strumenti per chi ha poca mira.
- Noob Tube Altro termine per il Panzerfaust, nell'accezione precedente.
- Panzer/Panzar Noob or Panzer sissy, Panzer Pussy Un giocatore che sa usare esclusivamente il Panzerfaust per la sua scarsa mira, spesso mancando il bersaglio o totalizzando una sola uccisione con un colpo, o suicidandosi sparando a terra quando è circondato per uccidere almeno i nemici.
- Pro Giocatore professionista.
- Proner / Pronestar Giocatori che si muovono sempre accovacciati. Ciò fa addirittura manifestare un bug (corretto in etpro, etpub, Jaymod)
- Pub Star Di solito si riferisce ai "medici rambo", che riescono a ottenere ottimi risultati in termini di kill/death nei server pubblici (dove il livello di gioco è più basso e molti giocatori pensano solo alle kill piuttosto che a completare gli obiettivi) ma non è necessariamente un buon giocatore nelle partite tra due team organizzati.
- Rambo Medic Giocatore che gioca come medico solo per curare le proprie ferite. Spesso si tratta di giocatori esperti su server dove c'è poco gioco di squadra.
- Self Killer Giocatore che si suicida per non far guadagnare punti al nemico: è una pratica consentita anche se fortemente sleale e frustrante per chi la subisce, in genere è adoperata istantaneamente dai "freak" quando vengono messi alle strette (perché senza munizioni o circondati), grazie a codici o combinazioni di tasti che evitano loro di perdere tempo a scrivere in console il relativo comando e quindi anche soltanto di rischiare di venire uccisi dall'avversario nel corso di quest'operazione.
- Spawn Killer Giocatore che si piazza nelle vicinanze degli Spawn Point nemici per uccidere in massa (con granate o Panzerfaust) i nemici subito dopo i primi secondi di invulnerabilità. Spesso questo atteggiamento è vietato nel regolamento dei server
- Spawn Camper Giocatore che rimane tutto il tempo nello Spawn Point alleato. A volte si tratta di giocatori che vanno in pausa (es. a prendere un caffè) senza disconnettersi per paura di perdere lo slot. Altre volte i giocatori inesperti restano appostati nella propria posizione (vedi mappa The Beach 1942) per colpire i nemici da posizione privilegiata. A volte lo Spawn camping viene utilizzato in maniera tale che il server rilevi il contrattacco di un nemico come Spawn killing e lo banni.
- SK: Spawn Killing
- TK Teamkill, ossia uccidere i compagni di squadra
- TK Revive Tecnica spesso utilizzata dai medici muniti di siringa verde (cura il 100% dei danni). La tecnica è più veloce del lancio dei medikit, non fornisce esperienza. Il medico però deve essere attento a non farsi uccidere prima di curare l'alleato, altrimenti avrà fatto un favore ai nemici. Spesso i giocatori inesperti, vistisi uccidere da un medico alleato, inviano erroneamente un complaint.
- Trick Jump o Wall Jump Lo effettua un giocatore che salta attraverso un obiettivo di gioco per eludere i nemici. Ad esempio il muro di Siwa Oasis prima che venga distrutto, oppure chi piazza la dinamite nella Fuel Dump utilizzando un Covert ops travestito quando il tank non ha ancora distrutto la porta del tunnel. Di solito nei server è mal visto.
- XP Whoring/Farming, Lo effettua un giocatore che si concentra sulle abilità di classe per guadagnare esperienza rapidamente. Ad esempio molti ingegneri si concentrano sulla costruzione e la distruzione di obiettivi anziché sulla sparatoria per guadagnare XP e livelli più rapidamente. Un trucco che spesso è utilizzato da coppie di giocatori (e porta alla votazione per il kicking di entrambi) è il seguente: un medico e un ufficiale faccia a faccia, col medico che spara all'ufficiale, ricarica, e prende munizioni da questi, fornendogli medikit per recuperare salute. Entrambi guadagnano XP giocando sporco.
- XP Save Funzionalità dei server che mantengono i livelli di esperienza dei giocatori dopo la disconnessione.

## Accoglienza
Nel 2013 IGN pubblica la lista dei 100 migliori sparatutto in prima persona scelti dai suoi esperti, dove risulta all'84º posto.
Secondo IGN, pubblicato in un'epoca "buia" per gli sparatutto in prima persona, Return to Castle Wolfenstein: Enemy Territory «[...], ha aperto la porta a quello che alla fine si trasformerà in una tendenza molto più grande nel design multiplayer.».